# Chiesa di Santa Vittoria (Aggius)
La chiesa di Santa Vittoria è un luogo di culto che si trova ad Aggius, centro abitato della Gallura, al numero 10 della Via Vecchia. Consacrata al culto cattolico, è sede dell'omonima parrocchia e fa parte della diocesi di Tempio-Ampurias.

## Storia
Fino dal 1300 risulta tra le più importanti chiese della diocesi di Civita (poi Olbia), una delle più antiche sedi dell'isola, già esistente nel IV secolo. Interamente ricostruita all'inizio del XVIII secolo presenta oggi una facciata neoclassica timpanata, con ampio portale d'ingresso, suddivisa in due ordini da un cornicione con al centro una finestra lunettata. Spicca alla propria destra la torre campanara  a pianta quadrata, alta 33 metri, edificata nel 1968 unitamente al portico e alla sagrestia.

## Struttura

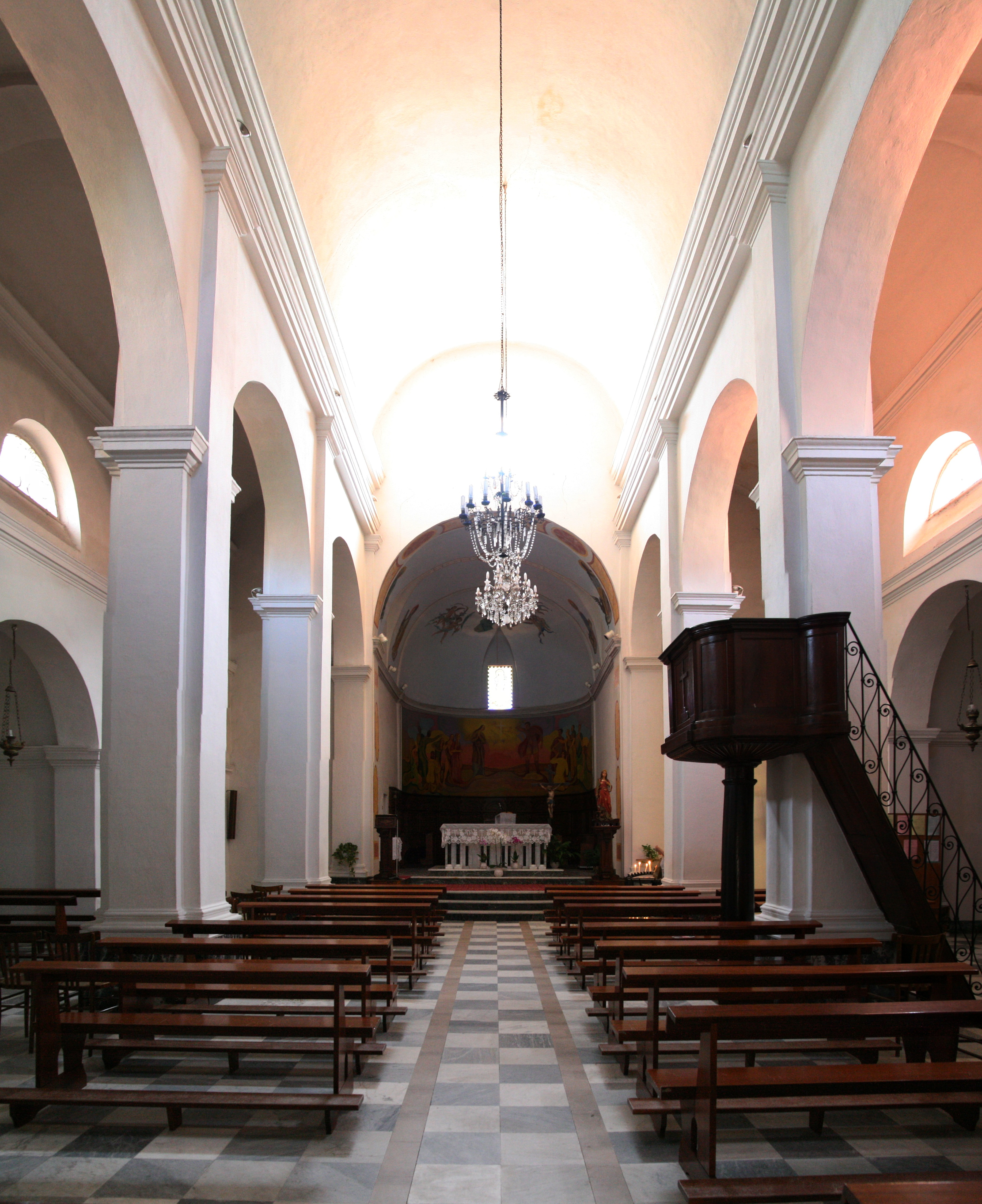
Interno

L'ampia aula interna è a tre navate tutte coperte da volte a botte e rinforzate da sottoarchi. Ai lati si affacciano quattro cappelle per lato, anch'esse voltate a botte mentre sul fondo della navata centrale si apre la profonda abside emiciclica, edificata tra il 1745 e il 1756, occupata dal presbiterio, a pianta rettangolare, rialzato di quattro gradini rispetto al resto della chiesa.

## Galleria d'immagini

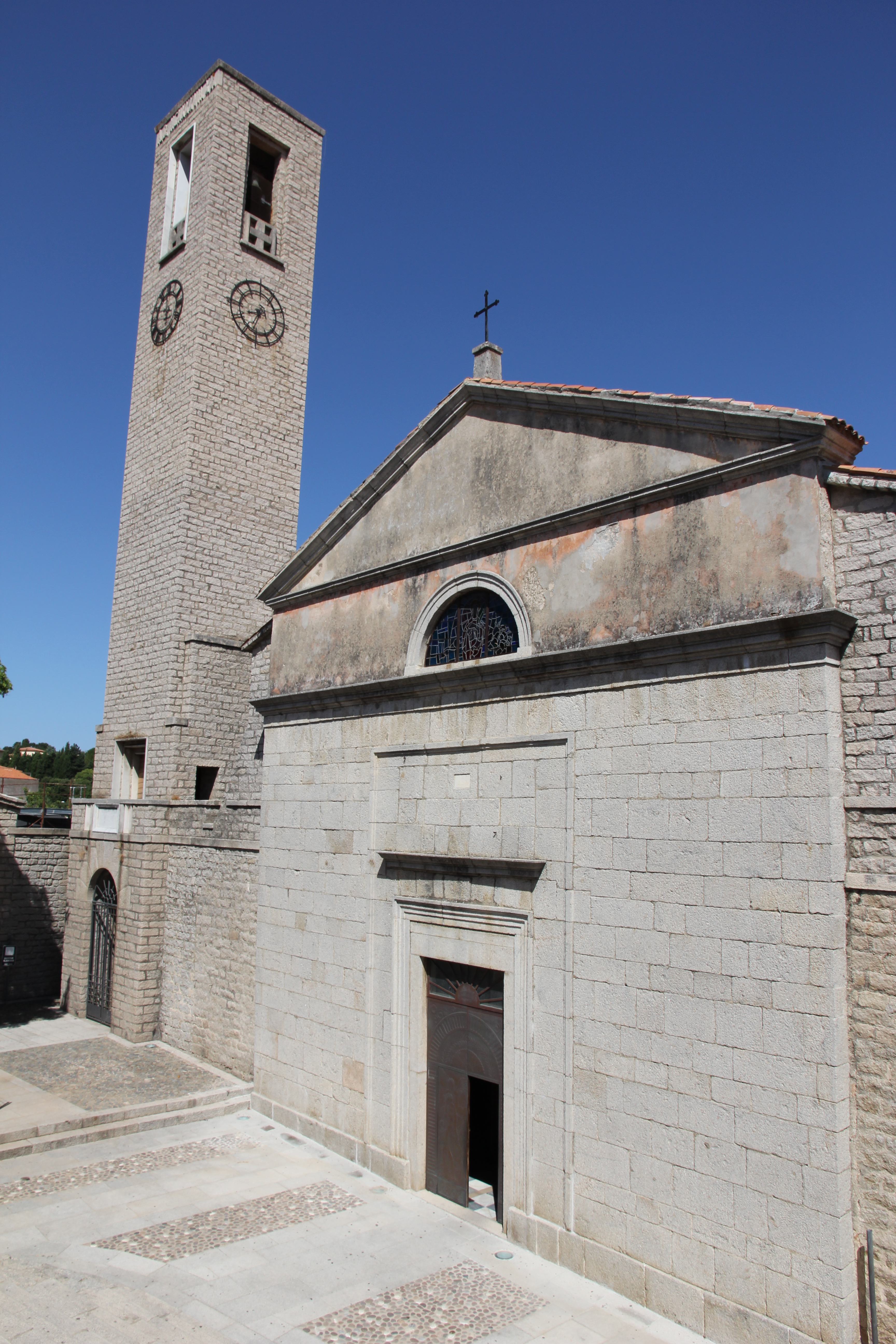
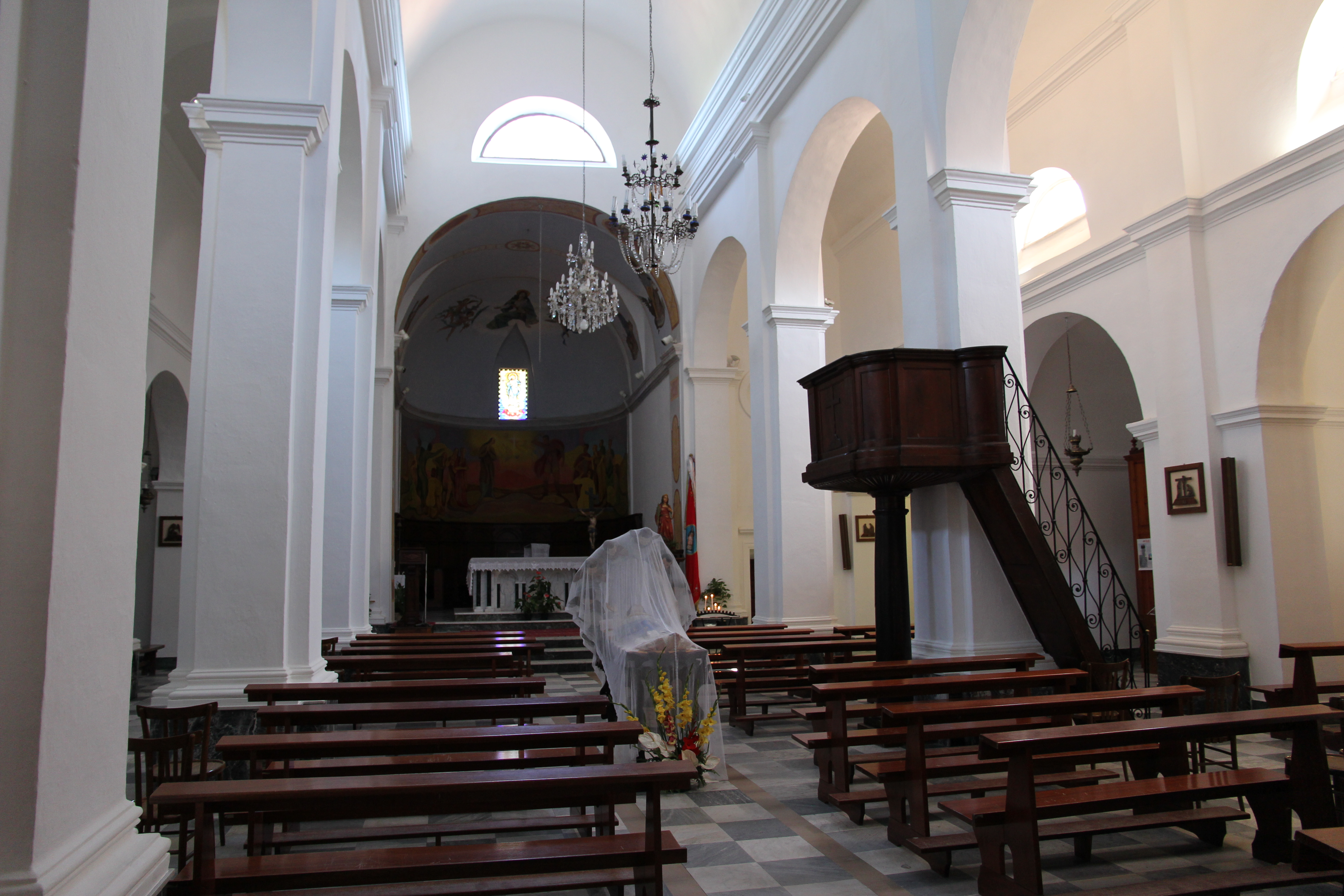
Interno
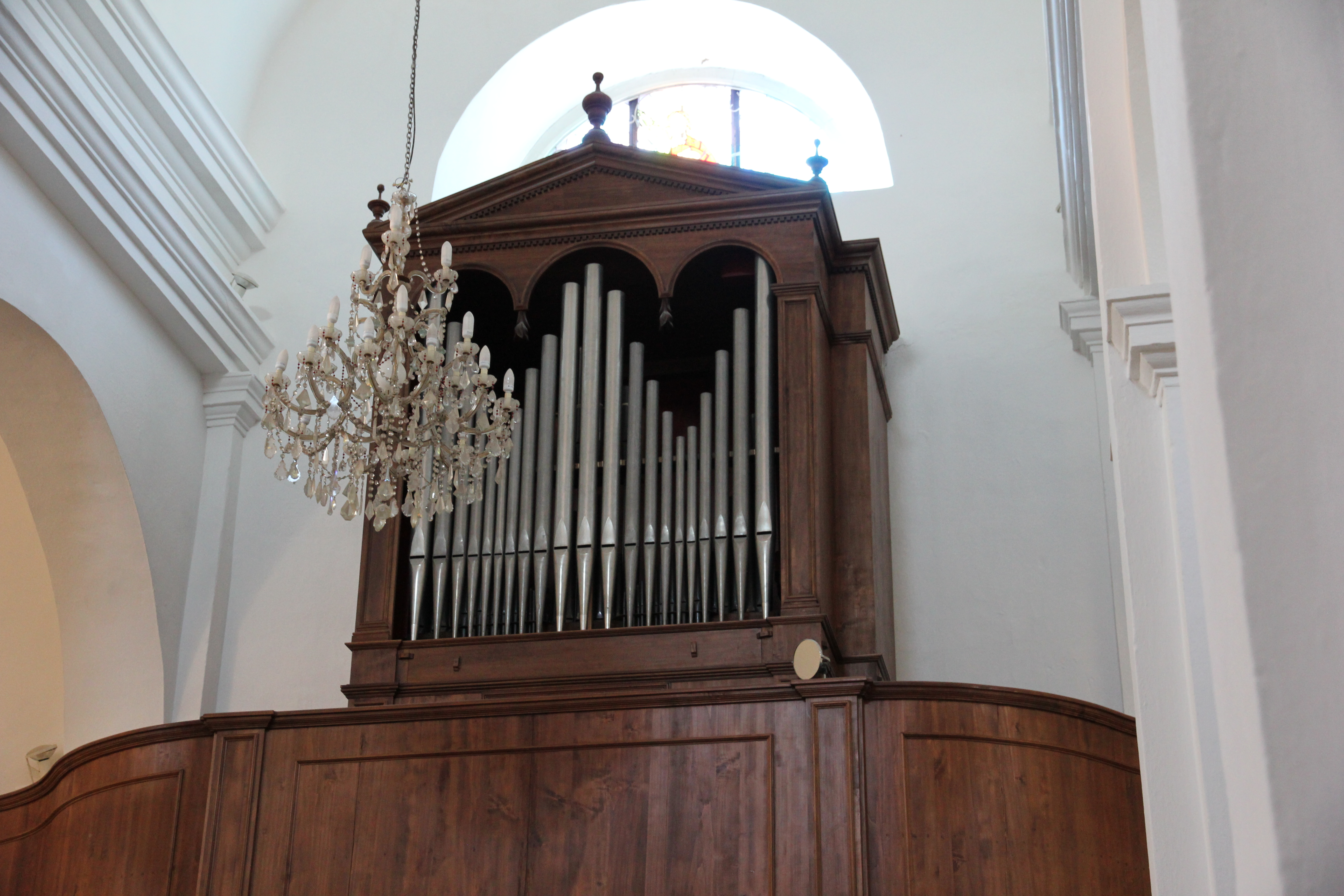
Organo